# Божидар Шкобић
Божидар Шкобић (Травник, 1946) југословенски и српски је пјесник и књижевник.

## Живот
Основну школу „Моша Пијаде“ завршио је у Новом Травнику (1952—1960). Металопрерађивачку школу 1964. а послије стицања звања ВКВ радника, студира организацију рада и ради на тим пословима. . Од 1996. живи у Вишеграду.

## Признања
- Повеља Књижевног фонда „Свети Сава“ 2012. за роман Росијада.[2]

## Дјела
- Још корачамо упоредо Пјесме за дјецу, „Жиравац“ Пожега (2017)
- Добра дјеца (роман о дјетињству), едиција Савремени писци, Књижевни фонд „Свети Сава“, Источно Сарајево (2012)[3]
- Росијада (басновити роман за дјецу), Књижевни фонд „Свети Сава“, Источно Сарајево (2011)
- Звјездица падалица, поезија за дјецу, (2005)
- Поклон са предумишљајем, књига поезије за младе, (1987)
- Мајстор и по, поезија за дјецу, (1987)
- Корачамо упоредо, поезија за дјецу, (1983)
- Новотравничке успомене, поезија за дјецу, (1980)